# Луј Александар Бертје
Луј Александар Бертје (фр. Louis-Alexandre Berthier; Версај, 20. фебруар 1753 — Бамберг, 1. јун 1815) је био француски маршал и начелник генералштаба у доба Наполеонских ратова. Бертјеова слава је у томе што је разумео и знао да спроведе Наполеонове одлуке до најситнијих детаља.

## Детињство и младост
Рођен је у Версају. Још као дечака отац официр га је подучавао војним вештинама. Са садамнаест година придружује се војсци. Успешно је служио у штабу, инжењерији и коњици. Отишао је у Северну Америку 1780. са Жаном де Рошамбоом. По повратку У Француску заузимао је различите положаје у штабу и био је у војној мисији у Пруској. За време француске револуције био је начелник штаба Версајске гарде и штитио је тетке Луја XVI од народног гњева. Помогао им је да побегну 1791.

## Наполеонов највреднији помоћник
За време рата 1792. био је начелник штаба генерала Ликнера и истакао се у Аргонском походу Думоријеа и Келермана. Истакао се и у Вандејском рату 1793 — 1795. Унапређен је 1796. у генерала дивизије и начелника штаба француске армије у Италији, где је Наполеон нешто пре тога био именован за команданта. Био је од велике вредности Наполеону. Посебно због марљивости, тачности и способности да брзо схвати. Све те особине су биле комбиноване са дугим и различитим искуством и способности да влада и детаљима. Био је идеални начелник штаба великом војсковођи, какав је био Наполеон. Био је Наполеонов највреднији помоћник. Разумео је и знао да спроведе Наполеонове одлуке до најмањих детаљља
Пратио је Наполеона за време бриљантног похода у Италији 1796. После Кампоформијског мира постао је командант француске војске у Италији. Освојио је Рим и утамничио је 20. фебруара 1797. папу Пија VI. Папа је у тамници умро од болести. Организовао је Римску републику, па се придружио Наполеону у Египатском походу. Ту је служио све до Наполеоновога повратка. Помогао је Наполеону приликом државног удара 9. новембра 1799, којим је Наполеон дошао на власт и успоставио Конзулат. Био је једно време министар рата (1800—1807). У време битке код Марења био је номинални командант Резервне армије, али кад је Наполеон пратио Резервну армију, опет је Бертије постао као и увек Наполеонов начелник штаба.

## Учествовање у Наполеоновим походима
Када је Наполеон 1804. постао цар, Бертије је одмах постао маршал. Учествовао је у бици код Аустерлица, код Јене и код Фридланда. Унапређен је у војводу од Валинжена и кнеза од Нојшатела. У рату у Шпанију учествовао је 1808. Учествује у рату у Аустрији 1809, после чега је добио титулу кнез од Ваграма. Оженио се нећаком краља Баварске. Пратио је Наполеона и у походу на Русију 1812, Немачку 1813. и у Француској 1814.

## Последње године
Напустио је Наполеона и помирио се 1814. са краљем Лујем XVIII и пратио је краља приликом његова свечанога уласка у Париз. Током Наполеонова заточеништва на Елби није веровао ни Наполеону ни краљу и повукао се. Кад се Наполеон вратио 1815. на власт Бертје се повукао у Бамберг, где је касније умро.
Како је тачно умро није познато. Једни сматрају да га је усмртило тајно друштво. Други кажу да је полудио јер је видео руску војску како маршира кроз Француску па се бацио кроз прозор. Бертје није био велики командант. Када је он 1809. привремено преузео команду француске војске у Баварској доживео је серију неуспеха. Бертјеова слава је у томе што је разумео и знао да спроведе Наполеонове одлуке до најмањих детаља.